# San Rocco (Camogli)
San Rocco è una frazione di 233 abitanti del comune di Camogli, nella città metropolitana di Genova. Posizionata a 221 m sul livello del mare, dista circa 4,5 km dal capoluogo comunale.

## Geografia fisica
L'agglomerato urbano è ubicato nella zona collinare di Camogli, a sud della cittadina del Golfo Paradiso, ad occidente rispetto al promontorio del monte di Portofino. Il nucleo si è sviluppato principalmente lungo l'unica arteria stradale e presso la chiesa parrocchiale omonima.
Proprio dall'edificio di culto dipartono due sentieri pedonali: il primo permette di raggiungere il centro camogliese affiancandosi ad un determinato tratto al torrente Gentile; il secondo, a lato della chiesa, congiunge il borgo di San Rocco alla sottostante e antica chiesa di San Nicolò di Capodimonte e ancora, proseguendo lungo il sentiero boschivo, fino alla scogliera di Punta Chiappa e al piccolo borgo di Porto Pidocchio.
Dalla frazione camogliese è notevole la vista panoramica sul Golfo Paradiso, sulla città di Genova e della sua costa.

## Storia
Storicamente seguì le sorti del comune capoluogo e dei centri vicini come Ruta di Camogli. Presumibilmente anche il primo nucleo di San Rocco si sviluppò in epoca antica lungo il crinale e il principale luogo di culto.
Nel corso dell'Ottocento e del Novecento i miglioramenti dei collegamenti stradali con il centro camogliese, soprattutto del locale tratto della strada statale 1 Via Aurelia, portò il borgo ad avviarsi ad una fase sempre meno agricola e più improntata verso il turismo.
Negli anni trenta la zona territoriale di San Rocco fu scelta quale sede del complesso difensivo della 202ª batteria costiera del Regio Esercito: la batteria di Punta Chiappa.

## Monumenti e luoghi d'interesse

### Architetture religiose
- Chiesa parrocchiale di San Rocco, con vista panoramica sul Golfo Paradiso. Edificata nel 1863 sul luogo di una preesistente cappella del XV secolo, già dedicata al santo di Montpellier, conserva al suo interno un monumentale cornicione marmoreo di Bernardo Schiaffino che racchiude il dipinto Madonna della Salute di Carlo Dolci.
- Chiesa di San Nicolò di Capodimonte del XII secolo, situata lungo il sentiero che conduce dalla chiesa parrocchiale di San Rocco alla celebre Punta Chiappa. La chiesa romanica fu fondata, secondo la tradizione, nel XII secolo dai monaci di San Rufo nei pressi di una già presente cappella di San Romolo del 345. Abbandonata dal XV secolo per le frequenti incursioni dei pirati e trasformata in abitazione civile dopo l'editto napoleonico, fu nuovamente riaperta al culto religioso dal 1870. Tra le tracce di affreschi vi è la raffigurazione di una Madonna che protegge un'imbarcazione, la Stella Maris, ripresa nel mosaico di Punta Chiappa e oggetto di venerazione durante le omonime festività religiose.

## Cultura

### Eventi
- Festa patronale di san Rocco, il 16 agosto.
- "Premio Internazionale Fedeltà del cane", il 16 agosto durante le celebrazioni patronali della frazione. Ogni anno vengono premiati i cani che si sono distinti per la loro fedeltà verso il padrone o per esiti positivi in fatti calamitosi.
- Festa della Madonna della Salute, due domeniche dopo Pasqua.
- Sagra della capponadda, sagra gastronomica del piatto più tipico della cucina di Camogli. Tradizionalmente si svolge nel mese di luglio.

## Galleria d'immagini

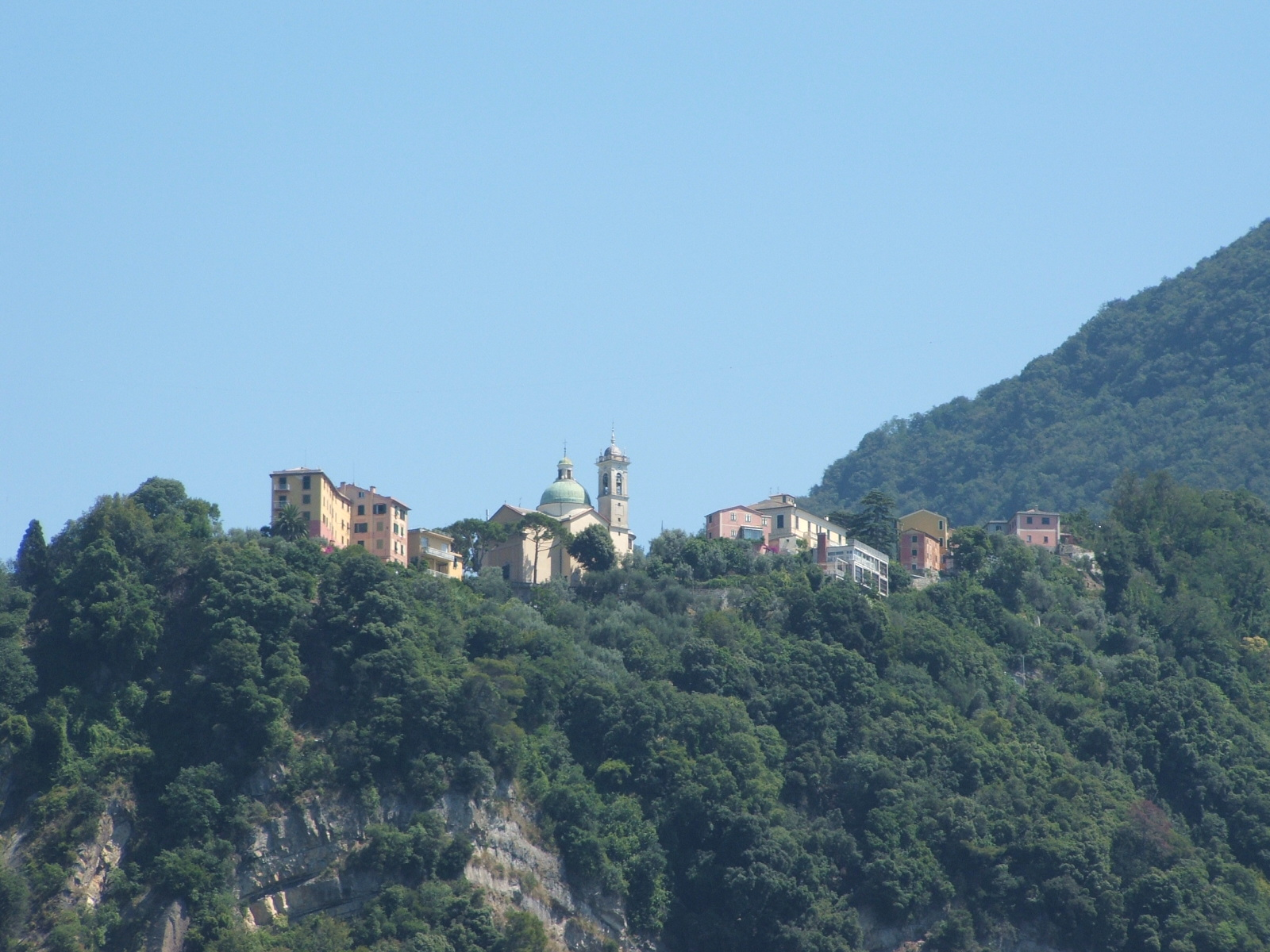
Panorama della frazione dal mare
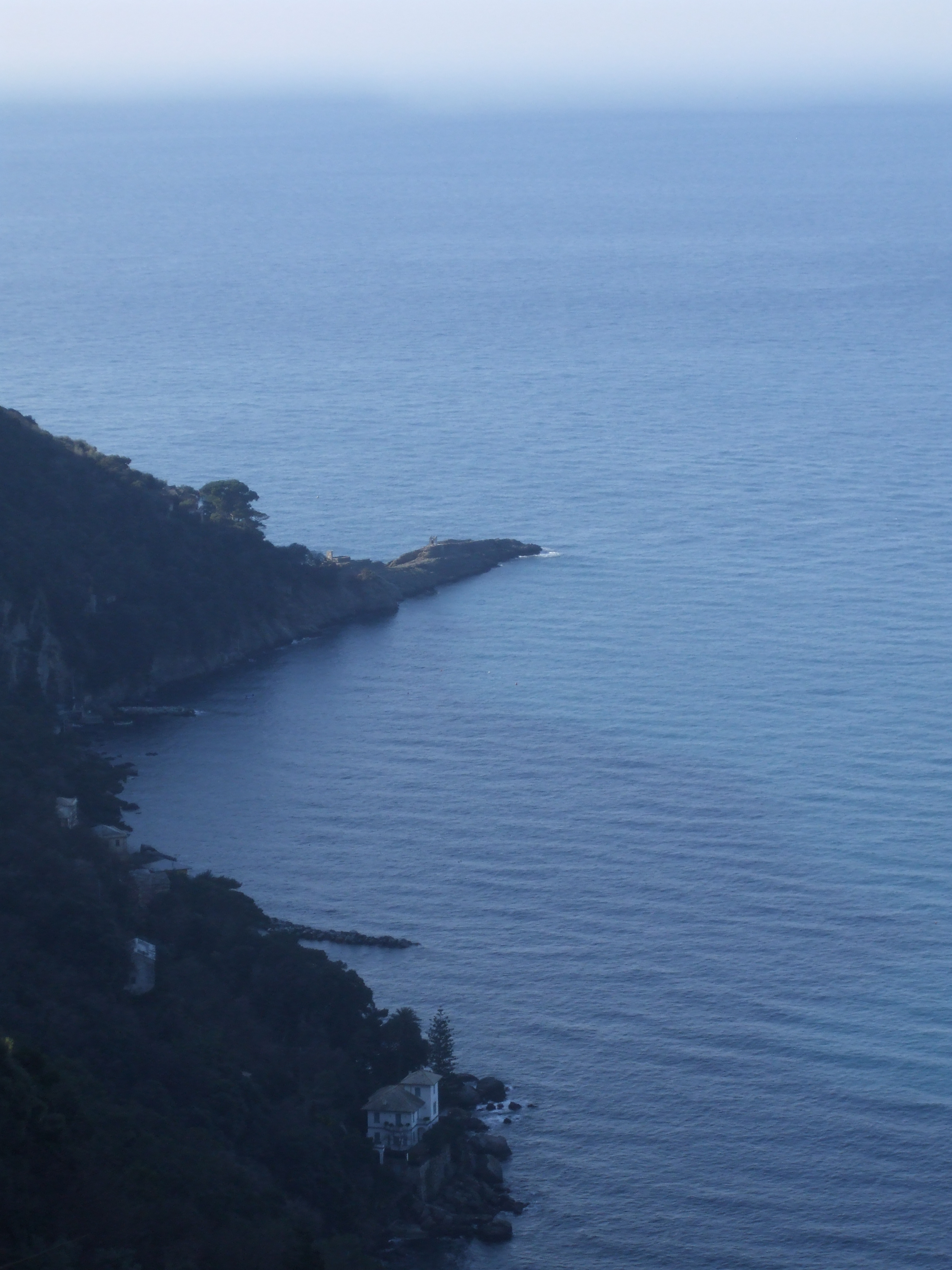
Punta Chiappa
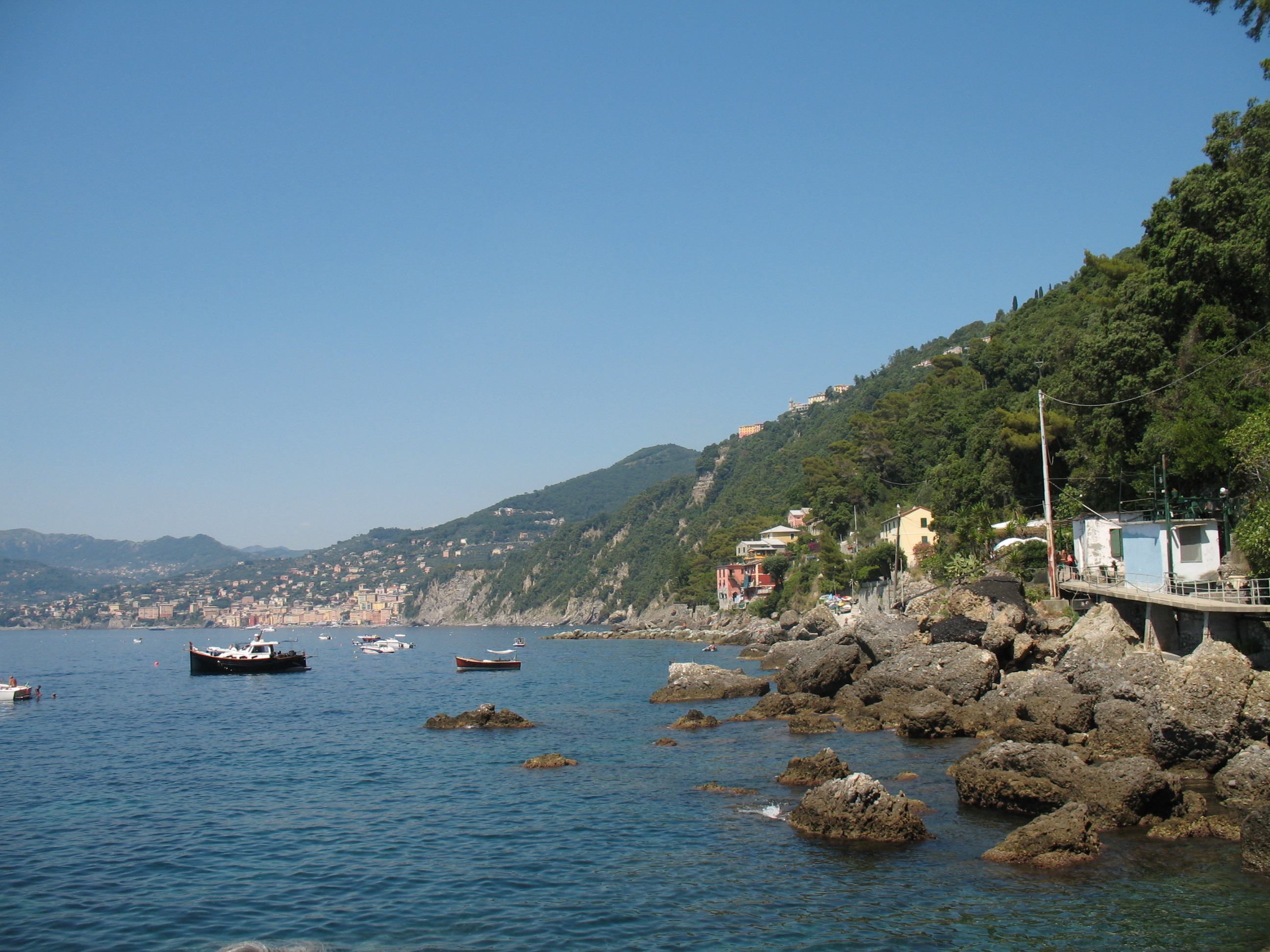
Porto Pidocchio
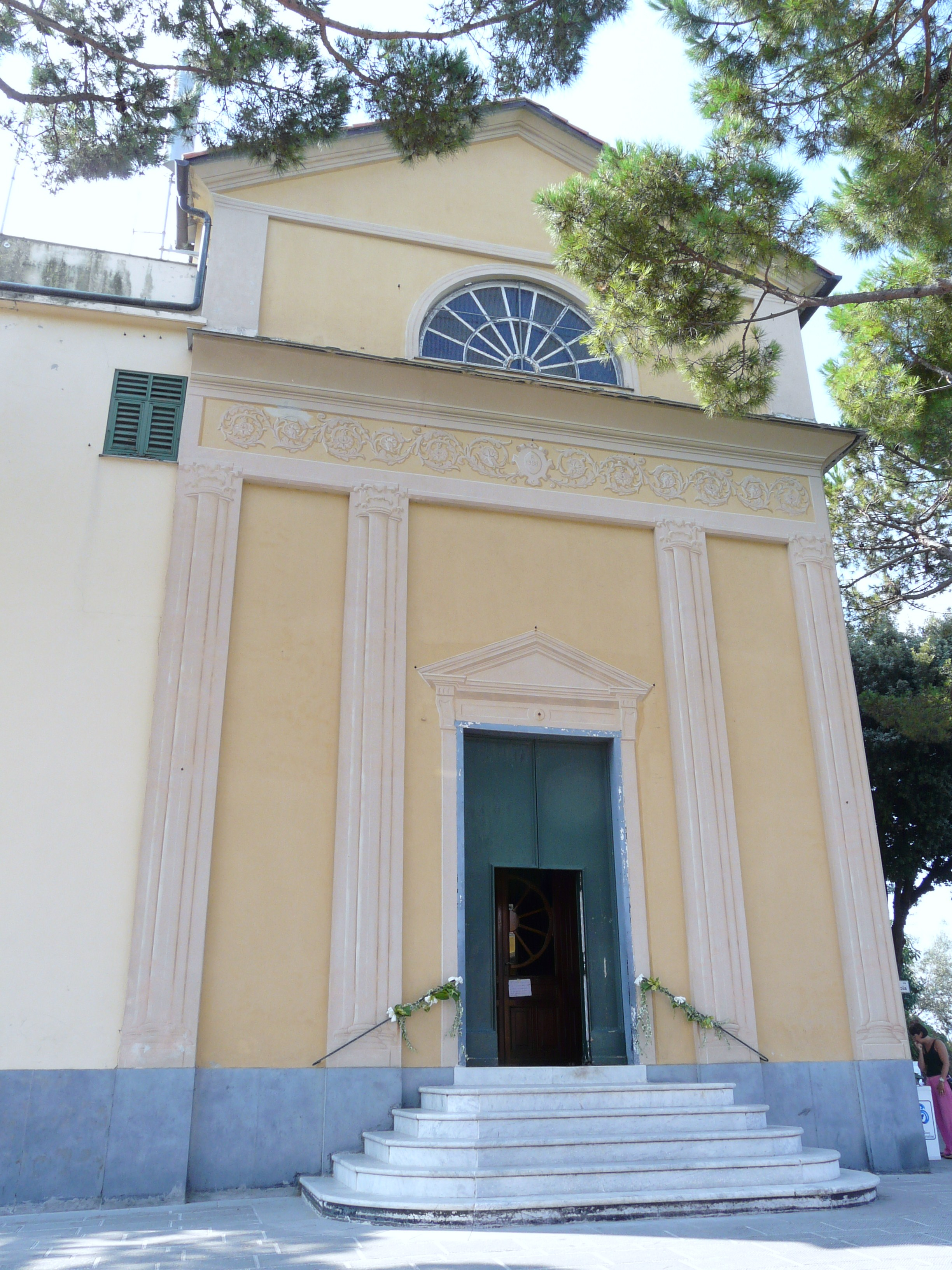
La chiesa di San Rocco
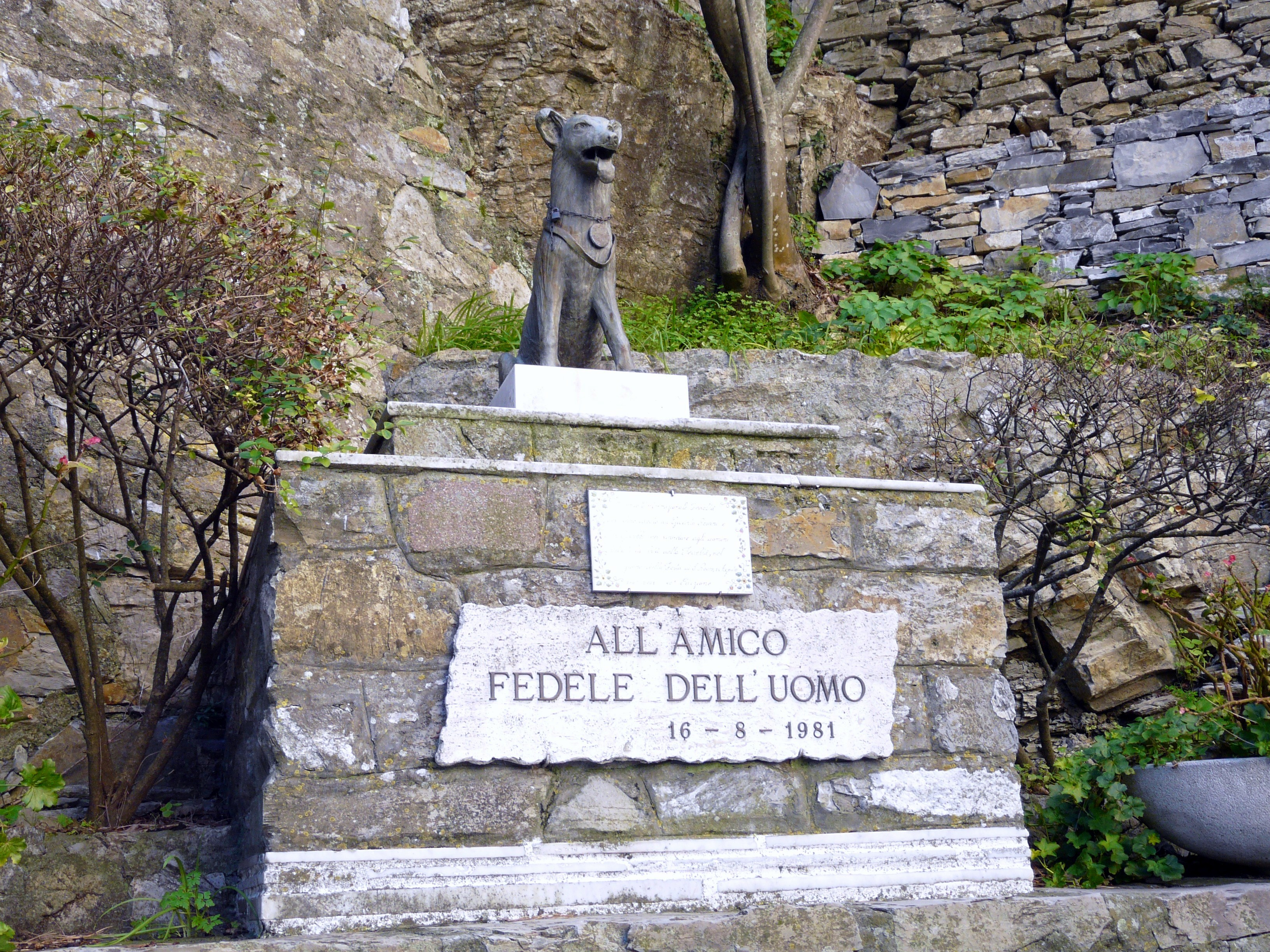
Il monumento al Cane